# Indolin
Indolin är en heterocyklisk förening med bicyklisk struktur, vilken kan beskrivas som en bensen-ring ansluten till en fematomig ring med kväve som heteroatom på position 1 (se bild). Till skillnad från indol, har indolin en enkelbindning mellan kolatomerna på position 2 och 3.

## Indoliner
Indolin kan också beteckna en kemisk förening som har en eller flera indoliner i sin struktur.

## Användning
Indolin används bland annat vid framställning av läkemedel, färgämnen och pigment.